# Once Upon a Time in Mexico
Once Upon a Time in Mexico (conocida como Érase una vez en México en Hispanoamérica y como El mexicano  en España) es una película estadounidense/mexicana de acción de 2003 escrita, editada y dirigida por Robert Rodriguez. Interpretada por Antonio Banderas como El Mariachi, presenta además a Johnny Depp, Danny Trejo, Salma Hayek, Willem Dafoe, Enrique Iglesias, Mickey Rourke, Eva Mendes y Rubén Blades. La película fue rodada casi exclusivamente en el ambiente rural de México, siendo filmada en la ciudad de Querétaro, San Miguel de Allende, San Felipe Torres Mochas y la ciudad de Guanajuato.
La película fue estrenada el 12 de septiembre de 2003 en Estados Unidos por Sony Pictures Releasing a través de Columbia Pictures e internacionalmente por Buena Vista Pictures Distribution a través de Dimension Films, Miramax International y Buena Vista International.

## Argumento
El Mariachi (Antonio Banderas) ha abandonado su vida como asesino y vive en paz en un pequeño pueblo hasta que es capturado por el agente de la CIA Sheldon Sands (Johnny Depp) para asesinar al General Márquez (Gerardo Vigil). Tiempo atrás Márquez había matado a su esposa Carolina (Salma Hayek)  y a la hija de ambos y en la actualidad se ha aliado con el narcotraficante Armando Barillo (Willem Dafoe) para asesinar al Presidente de México (Pedro Armendáriz Jr.), de esta forma Márquez asumirá el poder y a cambio dará a Barillo impunidad para traficar. El plan de Sands es facilitar el golpe de Estado y la muerte del presidente, pero evitar que Márquez se haga con el poder, creando en el país un clima de confusión del que su agencia pueda sacar partido, por lo que ofrece al Mariachi infiltrarlo al palacio de gobierno para que, tras el golpe de Estado, asesine al general como venganza por su familia.
Sands además recluta al retirado agente del FBI Jorge Ramírez (Rubén Blades) para matar a Barillo, debido a que fue el responsable de la muerte del compañero de Ramírez. Mientras supervisa las actividades de Barillo, Ramírez se encuentra con Billy Chambers (Mickey Rourke), un fugitivo estadounidense que ha estado viviendo bajo la protección de Barillo, pero que ya no puede soportar las horribles tareas que se ha visto obligado a llevar a cabo por él. Ramírez, fingiendo aun ser un oficial activo, ofrece a Chambers protección a cambio de portar un micrófono y darle la oportunidad de acercarse a Barillo. El asistente de Sands, Cucuy (Danny Trejo), originalmente contratado para vigilar al Mariachi, los traiciona y entrega a Barillo, revelando los detalles del plan de Sands, tras esto Cucuy es traicionado y asesinado por su nuevo jefe. Sands además recluta a Ajedrez (Eva Mendes), la Agente del AFN y su amante ocasional, para que vaya tras Barillo. En tanto, El Mariachi recluta a sus dos amigos, Lorenzo (Enrique Iglesias) y Fideo (Marco Leonardi), también mariachis, para que le ayuden a infiltrarse al palacio durante las celebraciones como un grupo musical, a cambio el trío podrá quedarse con el dinero sucio que Barillo le pagó a Márquez y está oculto en el lugar.
Barillo se presenta a un hospital para someterse a un cirugía plástica con el objetivo de huir de las autoridades; fuera del hospital, Ramírez vigila y ve como un grupo armado ataca el edificio. Dentro descubre que los cirujanos fueron acribillados y Barillo ha muerto desangrado como resultado de una reconstrucción facial fallida, pero de inmediato comprende que el cadáver en la mesa de operaciones es un doble de cuerpo antes de ser noqueado y secuestrado por el verdadero Barillo, exitosamente operado, y Ajedrez quien se revela como la hija de Barillo; el verdadero plan siempre ha sido cambiar de apariencia, fingir su muerte y continuar sus actividades desde lejos protegido por la dictadura de Márquez. Sands se da cuenta demasiado tarde que su misión se ha visto comprometida y es capturado por Barillo y Ajedrez, que en castigo por sus manipulaciones perdonan su vida pero le arrancan los ojos antes de liberarlo.
Sands contrata a un niño vendedor de chicles para que sea su lazarillo y lo ayude a llegar a su hotel donde podrá pedir ayuda de la agencia, sin embargo, mientras se dirige al lugar es seguido por varios hombres de Barillo, pero gracias a las indicaciones del niño y que aún se puede guiar por el oído logra acabar con ellos. El Mariachi, tras conocer al Presidente, comprende que es una buena persona y ama a su país, por lo que decide protegerlo y combatir el golpe de Estado. Mientras el pueblo celebra el Día de Muertos, Márquez y su ejército atacan el palacio presidencial, sin embargo, se encuentran con la resistencia no solo de los guardaespaldas del presidente y los tres mariachis, sino también de los ciudadanos quienes enfrentan y suprimen rápidamente a las tropas golpistas. Por su parte Sands, al ver que los combates hacen imposible llegar al hotel, pide al niño que lo lleve a la entrada del palacio de gobierno, donde enfrenta y mata a más hombres de Barillo, quedando tirado en suelo herido. 
Fideo y Lorenzo toman su parte del dinero y por orden del Mariachi escapan para llevar al presidente a un lugar seguro mientras él decide quedarse a cumplir su venganza. Márquez ingresa al palacio presidencial, solo para confrontar una vez más al Mariachi, quien le dispara en las rótulas antes de ejecutarlo con un disparo en la cabeza. Ramírez se enfrenta a Barillo quien asesina a Chambers, pero el exagente y El Mariachi matan al narcotraficante. Ajedrez intenta aprovechar que Sands esta herido para asesinarlo, pero este la mata primero con un arma oculta. Por último, Lorenzo y Fideo se encuentran con los guardaespaldas del presidente en las afueras de la ciudad quienes llevan al mandatario a un lugar seguro y Ramírez se despide de Sands, habiendo vengado la muerte de su compañero.
Finalmente el Mariachi, de regreso en su hogar, regala su parte del dinero a los habitantes del pueblo mientras recuerda como en una ocasión dijo a Carolina que solo ambicionaba tener tranquilidad, lo que a ella le pareció un deseo demasiado simple, aunque él lo consideraba lo más difícil de obtener.

## Reparto
| Actor original (Estados Unidos) | Personaje                    | Actor de voz (Hispanoamérica) | Actor de voz (España)     |
| ------------------------------- | ---------------------------- | ----------------------------- | ------------------------- |
| Antonio Banderas*               | El Mariachi                  | Salvador Delgado              | Salvador Aldeguer         |
| Salma Hayek*                    | Carolina                     | Verónica López Treviño        | Alicia Laorden            |
| Johnny Depp                     | Sheldon Jeffrey Sands        | Ricardo Tejedo                | Luis Posada               |
| Eva Mendes*                     | Ajedrez                      | Fernanda Tapia                | (Desconocida)             |
| Danny Trejo*                    | Cucuy                        | Miguel Ángel Ghigliazza       | Ricky Coello              |
| Enrique Iglesias*               | Lorenzo                      | José Antonio Macías           | Raúl Llorens              |
| Marco Leonardi                  | Fideo                        | José Luis Rivera              | Carlos Di Blasi           |
| Pedro Armendáriz Jr.            | Presidente                   | Pedro Armendáriz Jr.          | Joaquín Díaz              |
| Willem Dafoe                    | Armando Barillo              | Arturo Mercado Chacón         | Antonio García Moral      |
| Mickey Rourke                   | Billy Chambers               | Raúl Anaya                    | Salvador Vives            |
| Gerardo Vigil                   | General Emiliano Márquez     | Armando Coria                 | Paco Gázquez              |
| Miguel Couturier                | Dr. Guevera                  |                               |                           |
| Cheech Marin*                   | Belini                       | Braulio Zertuche              | Vicente Gil               |
| Rubén Blades*                   | Agente del FBI Jorge Ramírez | Enrique Cervantes             | Eduardo Elías             |
| Julio Oscar Mechoso             | Nicolás                      | Herman López                  |                           |
| Toño Valdés                     | Niño vendedor de chicles     | Toño Valdés                   | José Antonio Torrabadella |

(*) Actores hispanohablantes que no se doblan a sí mismos.

## Trilogía de El Mariachi
El Mariachi (1992), Desperado (1995) y Once Upon a Time in Mexico (conocida como Érase una vez en México en Hispanoamérica y como El mexicano en España) (2003), estas dos últimas protagonizadas por Antonio Banderas y Salma Hayek, conforman la "Trilogía de El Mariachi". Las tres cintas fueron dirigidas por Robert Rodriguez.